# Huernia rosea
Huernia rosea är en oleanderväxtart som beskrevs av Leonard Eric Newton och J.J. Lavranos. Huernia rosea ingår i släktet Huernia och familjen oleanderväxter. Inga underarter finns listade i Catalogue of Life.